# Campionati del mondo di ciclismo su strada 1995 - Gara in linea maschile Elite
La gara in linea maschile Elite dei Campionati del mondo di ciclismo su strada 1995 è stata corsa l'8 ottobre 1995 in Colombia, con partenza ed arrivo a Duitama, su un percorso di 17,7 km da ripetere 15 volte per un totale di 265,5 km. La gara fu vinta dallo spagnolo Abraham Olano con il tempo di 7h09'55" alla media di 37,054 km/h, completarono il podio l'altro spagnolo Miguel Indurain e l'italiano Marco Pantani terzo.
Partenza con 98 ciclisti, dei quali 20 completarono la gara.

## Squadre partecipanti
| N.    | Cod. | Squadra       |
| ----- | ---- | ------------- |
| 1-12  | COL  | Colombia      |
| 13    | BRA  | Brasile       |
| 14-15 | RUS  | Russia        |
| 16    | JAM  | Giamaica      |
| 17    | MEX  | Messico       |
| 18    | RSA  | Sud Africa    |
| 20-30 | NLD  | Paesi Bassi   |
| 31-34 | SUI  | Svizzera      |
| 35-41 | BEL  | Belgio        |
| 42-43 | GBR  | Gran Bretagna |

| N.      | Cod. | Squadra     |
| ------- | ---- | ----------- |
| 44-48   | GER  | Germania    |
| 49-51   | VEN  | Venezuela   |
| 52-57   | JPN  | Giappone    |
| 58-69   | ITA  | Italia      |
| 70-76   | USA  | Stati Uniti |
| 77-81   | DEN  | Danimarca   |
| 82-93   | ESP  | Spagna      |
| 94-104  | FRA  | Francia     |
| 105-106 | POL  | Polonia     |

## Ordine d'arrivo
| Pos. | Corridore            | Squadra     | Tempo    |
| ---- | -------------------- | ----------- | -------- |
| 1    | Abraham Olano        | Spagna      | 7h09'55" |
| 2    | Miguel Indurain      | Spagna      | a 35"    |
| 3    | Marco Pantani        | Italia      | s.t.     |
| 4    | Mauro Gianetti       | Svizzera    | s.t.     |
| 5    | Pascal Richard       | Svizzera    | a 53"    |
| 6    | Richard Virenque     | Francia     | a 1'31"  |
| 7    | Dmitrij Konyšev      | Russia      | a 1'53"  |
| 8    | Oliverio Rincón      | Colombia    | s.t.     |
| 9    | Rolf Sørensen        | Danimarca   | s.t.     |
| 10   | Felice Puttini       | Svizzera    | s.t.     |
| 11   | Israel Ochoa         | Colombia    | a 3'08"  |
| 12   | Francesco Casagrande | Italia      | a 3'49"  |
| 13   | José María Jiménez   | Spagna      | a 6'59"  |
| 14   | Fernando Escartín    | Spagna      | a 8'52"  |
| 15   | José Jaime González  | Colombia    | a 9'52"  |
| 16   | Oscar Pellicioli     | Italia      | a 13'15" |
| 17   | Paolo Lanfranchi     | Italia      | s.t.     |
| 18   | Zenon Jaskuła        | Polonia     | a 15'24" |
| 19   | Miguel Arroyo        | Messico     | a 37'55" |
| 20   | Andrew Hampsten      | Stati Uniti | s.t.     |